# Búnquer del Torrelló
El Búnquer del Torrelló és un búnquer catalogat com a monument del municipi del Port de la Selva inclòs en l'Inventari del Patrimoni Arquitectònic de Catalunya.

## Descripció
Situat al sud-est del nucli urbà de la població del Port de la Selva, al cim més septentrional dels turons coneguts com els Torrellons, prop del puig de l'Oratori. És un búnquer o casamata de grans dimensions i planta rectangular bastida en un punt estratègic, dominant una gran extensió de mar i bona part de la vall de Rubiés, controlant el pas de la carretera del Port de la Selva a Cadaqués. Tot i que la construcció fou bastida amb ciment mitjançant la tècnica de l'encofrat, la seva situació enlairada i ben visible va fer que el parament exterior es recobrís amb rebles de pissarra encastats. D'aquesta forma s'aconseguia que la fortificació es confongués, des de lluny, amb una de les nombroses barraques de la zona. L'entrada a l'interior està situada al costat de llevant i es troba protegida per un curt corredor disposat de manera esbiaixada respecte a l'obertura. A la resta de paraments exteriors hi ha una espitllera rectangular oberta a cada mur. La construcció és de rebles de pissarra disposats regularment.

## Història
Construcció militar portada a terme per l'organisme franquista denominat "Servicio Militar de Construcción". Aquestes fortificacions pertanyen a l'extensa i àmplia xarxa de búnquers i nius de metralladora, bastides entre els anys 1940-45, que s'estén tot al llarg de les terres properes a la frontera i al litoral nord de l'Empordà. Aquesta va ser nomenada "linea P" o "linea Peréz", encara que també és coneguda com a "línia Gutierrez", potser pel fet que el coronel d'enginyer Manuel Duelo Gutiérrez, va participar en una reunió relativa a la fortificació d'aquesta línia.
Realment, l'origen del nom ve donat per la posició geogràfica de la línia en qüestió que abastava tota la part del Pirineus, d'aquí que s'anomenés P. Totes aquestes construccions foren bastides després d'acabar-se la guerra del 1936-39 pels serveis de l'exèrcit del govern dictatorial, en resposta a una possible invasió procedent de França. L'any 1985 es va decidir suprimir els regiments de defensa i desmantellar les bateries.